# Osteoglossoidis
Els osteoglossoidis (Osteoglossoidei) són un subordre de peixos teleostis de l'ordre dels Osteoglossiformes que conté a quatre famílies:
- Heterotididae
- Pantodontidae (peixos papallona)
- Singidididae (extinta)
- Osteoglossidae (arowana)